# Azione civile
In diritto l'azione civile è l'azione spettante ad un soggetto giuridico per la realizzazione di un diritto soggettivo di cui lo stesso è titolare. In certi casi, espressamente stabiliti dalla legge - normalmente quando viene in rilievo un interesse pubblico - l'azione può essere esercitata dal pubblico ministero.
L'azione civile viene esercitata proponendo la domanda giudiziale. Con il suo esercizio viene avviato il processo civile.
L'azione civile può essere di cognizione, esecutiva o cautelare:
- l'azione di cognizione mira a far certezza in ordine all'esistenza o all'inesistenza di un rapporto giuridico;
- l'azione esecutiva mira a garantire la concreta realizzazione dell'interesse del titolare del diritto, attraverso il conseguimento in via coattiva, anche senza la collaborazione dell'obbligato;
- l'azione cautelare mira a garantire l'effettività della tutela giurisdizionale neutralizzando pregiudizi che possono derivare al diritto dal trascorrere del tempo occorrente per la conclusione del processo ordinario.

In certi ordinamenti è consentita l'azione collettiva (nota anche come class action), condotta da uno o più soggetti, membri di una classe, i quali chiedono che la soluzione di una questione comune di fatto o di diritto avvenga con effetti super partes, per tutti i componenti presenti e futuri della stessa classe. Gli altri soggetti che vi appartengono possono esercitare il cosiddetto opt-out right, decidendo di non avvantaggiarsi dell'azione altrui ed esperendone una propria, oppure possono rimanere inerti avvantaggiandosi dell'attività processuale altrui sulla base del modello rappresentativo.
Negli ordinamenti in cui è presente il giudice amministrativo l'azione civile non è utilizzabile per far valere, nei confronti della pubblica amministrazione, situazioni giuridiche soggettive rientranti nella giurisdizione di questo giudice. In Italia tale giurisdizione è limitata, di regola, alla lesione di interessi legittimi, la cui tutela, quindi, non avviene tramite l'azione civile ma con il ricorso giurisdizionale amministrativo.
| Controllo di autorità | Thesaurus BNCF 33844 |